# Eva Hesse

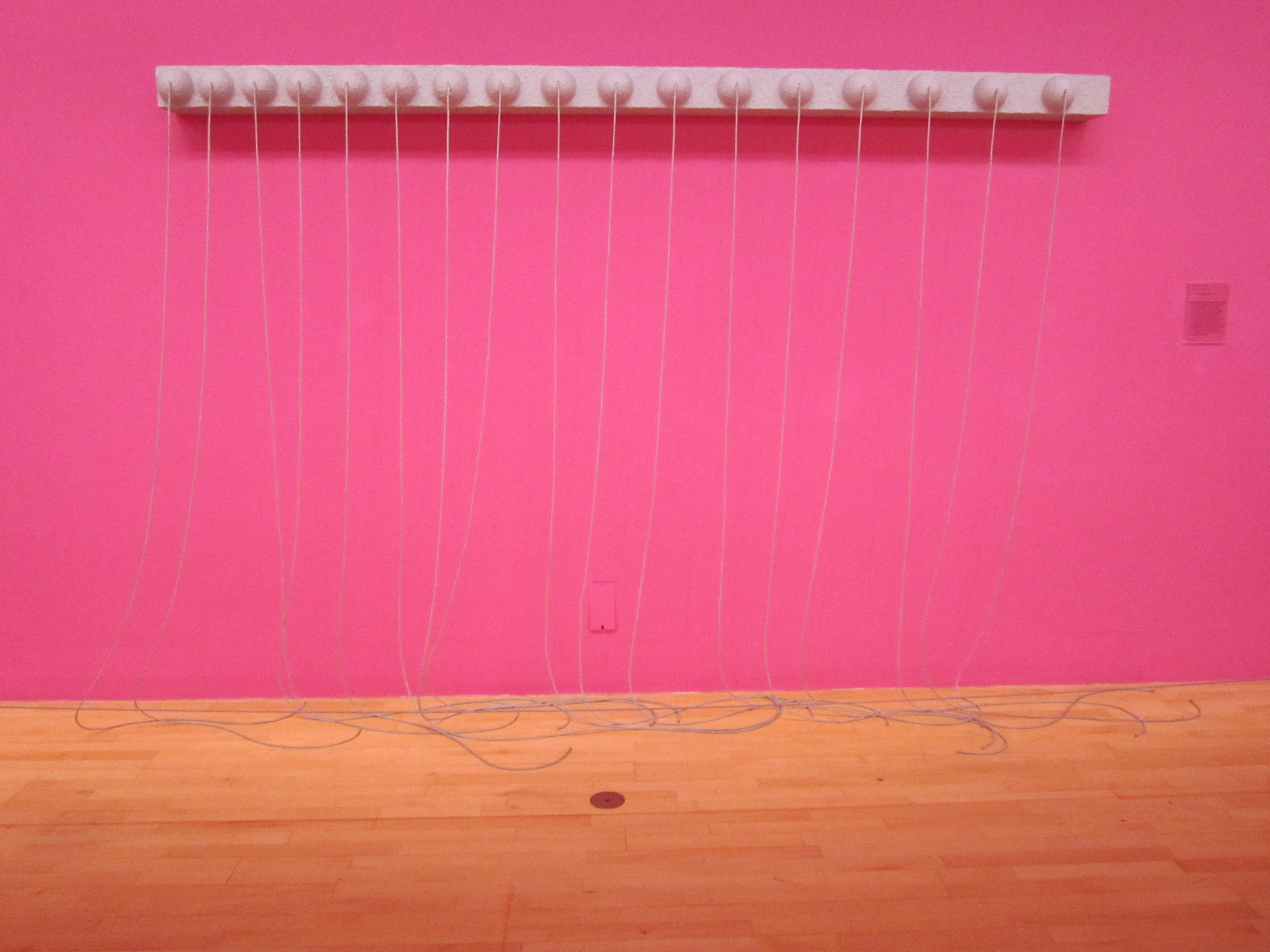
Addendum di Eva Hesse, Tate Liverpool

Eva Hesse (Düsseldorf, 11 gennaio 1936 – New York, 29 maggio 1970) è stata una scultrice statunitense di origine tedesca, nota per il suo lavoro pionieristico in materiali come il lattice, la fibra di vetro e la plastica. È una delle artiste che hanno inaugurato il movimento artistico postminimalista negli anni '60.

## Biografia

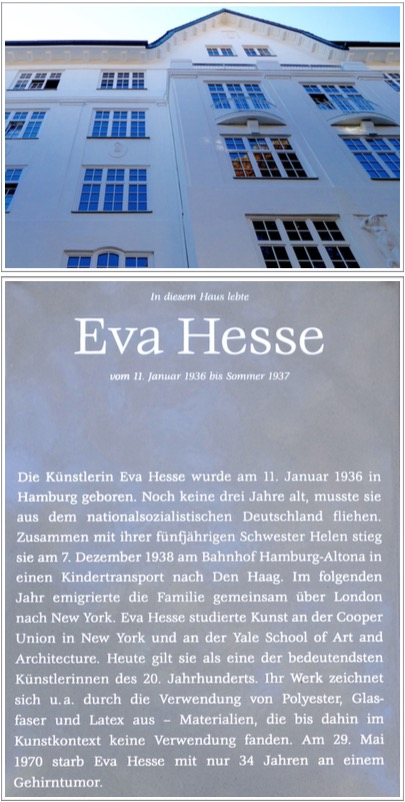
Luogo di nascita di Eva Hesse Isestrasse Amburgo

Eva Hesse nacque in una famiglia di ebrei osservanti ad Amburgo, in Germania, l'11 gennaio 1936. Quando aveva due anni, nel dicembre del 1938, i suoi genitori, sperando di fuggire dalla Germania nazista, inviarono lei e sua sorella maggiore, Helen Hesse Charash, in Olanda, a bordo di uno degli ultimi treni Kindertransport.
Dopo quasi sei mesi di separazione, la famiglia riunita si trasferì in Inghilterra e poi, nel 1939, emigrò a New York, dove si stabilirono a Washington Heights a Manhattan. Nel 1944 i genitori della Hesse si separarono; suo padre si risposò nel 1945 e sua madre si suicidò nel 1946. Nel 1962 incontrò e sposò lo scultore Tom Doyle (1928 - 2016); divorziarono nel 1966.
Nell'ottobre 1969 le fu diagnosticato un tumore al cervello e morì venerdì 29 maggio 1970. La sua morte, dopo tre operazioni in un anno, all'età di 34 anni pose fine a una carriera di soli 10 anni.

## Carriera
All'età di 16 anni la Hesse si diplomò alla School of Industrial Art di New York e nel 1952 si iscrisse al Pratt Institute di arte e di design. Si ritirò solo un anno dopo. Quando aveva 18 anni entrò come tirocinante nella rivista Seventeen. Durante questo periodo prese anche lezioni alla Art Students League. Dal 1954 al 1957 studiò alla Cooper Union e nel 1959 si laureò alla Università Yale. Mentre era a Yale, la Hesse studiò sotto Josef Albers e fu fortemente influenzata dall'Espressionismo astratto.
Dopo Yale la Hesse tornò a New York, dove diventò amica di molti altri giovani artisti minimalisti, tra cui Sol LeWitt, Donald Judd, Yayoi Kusama e altri. La sua stretta amicizia con Sol LeWitt continuò fino alla fine della sua vita. I due si scrivevano spesso l'un l'altro e nel 1965 LeWitt consigliò ad una giovane dubbiosa Eva di "Smettere [di pensare] e solo FARE!" Sia la Hesse che LeWitt divennero artisti importanti e la loro amicizia aiutò lo sviluppo artistico di ciascuna delle loro opere.
Nel 1962 Eva Hesse sposò lo scultore Tom Doyle e nel 1965 i due si trasferirono in Germania in modo che Doyle potesse dedicarsi una residenza artistica dall'industriale e collezionista tedesco Friedrich Arnhard Scheidt. La Hesse e Doyle, il cui matrimonio stava andando a pezzi, vissero e lavorarono in una fabbrica tessile abbandonata nella regione della Ruhr, in Germania, per circa un anno. La Hesse non era felice di tornare in Germania, ma iniziò a lavorare con materiali che erano stati lasciati nella fabbrica abbandonata. Il loro studio era stato allestito in una parte dismessa della fabbrica tessile di Friedrich Arnhard Scheidt a Kettwig presso Essen. L'edificio conteneva ancora parti di macchine, utensili e materiali dal suo uso precedente e le forme angolari di queste macchine e strumenti in disuso servivano da ispirazione per i disegni e i dipinti meccanici della Hesse. La sua prima scultura fu un bassorilievo intitolato Ring Around Arosie, caratterizzato da corde ricoperte di stoffa, fili elettrici e masonite. Quest'anno in Germania segnò un punto di svolta nella carriera della Hesse. Da quel momento in poi avrebbe continuato a fare sculture, che diventarono l'obiettivo principale del suo lavoro. Tornata a New York nel 1965, iniziò a lavorare e sperimentare i materiali non convenzionali che sarebbero diventati caratteristici del suo lavoro: lattice, fibra di vetro e plastica.

## Metodi, materiali e procedimenti
I primi lavori della Hesse (1960-65) consistevano in disegni e dipinti astratti. È molto nota per le sue sculture e per questo motivo; i suoi disegni sono spesso considerati come passi preliminari al suo lavoro successivo. Creava i suoi disegni come un corpo di lavoro separato. Lei affermava: "Erano imparentati perché erano miei, ma non erano correlati in uno che completava l'altro".
L'interesse di Hesse per il lattice come mezzo per forme scultoree aveva a che fare con l'immediatezza. Keats afferma: "L'immediatezza può essere uno dei motivi principali per cui la Hesse era attratta dal lattice". I primi due lavori di Hesse con il lattice, Schema e Sequel (1967-68) usano il lattice in un modo mai immaginato dal produttore. "Il lattice industriale era pensato per la fusione: Hesse lo trattava come una vernice per la casa, sfiorando uno strato dopo l'altro per creare una superficie liscia ma irregolare, raggrinzita ai bordi come carta intrecciata."
Il lavoro della Hesse impiega spesso più forme di foggia simile organizzate insieme in strutture di griglia o cluster. Conservando alcune delle forme che definiscono il minimalismo, la modularità e i materiali non convenzionali, creò un lavoro eccentrico ripetitivo e laborioso. In una dichiarazione sul suo lavoro, la Hesse descrive il suo pezzo intitolato Hang-Up, "Era la prima volta che veniva fuori la mia idea di assurdità o di un sentimento estremo... L'intera cosa è assolutamente rigida, un cavo netto attorno all'intera cosa..... È estremo ed è per questo che mi piace e non mi piace..... È la struttura più ridicola che abbia mai realizzato ed è per questo che è veramente buono".

## Postminimalismo e femminismo
Eva Hesse è associata al movimento artistico postminimalista; una delle prime artiste che passarono dal minimalismo al postminimalismo. Arthur Danto distinse il postminimalismo dal minimalismo per la sua "allegria e ironia" e "l'inconfondibile soffio dell'erotismo", la sua "ripetizione non meccanica".
Lavorava a fianco e talvolta gareggiava con le sue controparti maschili nell'arte postminimalista, un movimento prevalentemente dominato dagli uomini. Molti storici dell'arte femminista hanno notato che il suo lavoro porta alla luce con successo le questioni delle donne, evitando ogni ovvio programma politico. Rivela, in una lettera a Ethelyn Honig (1965), che una donna è "svantaggiata sin dall'inizio ... Non ha la convinzione di avere il "diritto" alla realizzazione e manca anche della convinzione che i suoi risultati siano degni di essere raggiunti". Continua a spiegare che "è necessaria una forza fantastica e coraggio, insisterò sempre su questo, la mia determinazione e volontà sono forti ma mi manca tanto l'autostima così che non sembro mai prevalere". Negava che il suo lavoro fosse strettamente femminista, difendendolo come femminile ma senza dichiarazioni femministe in mente. In un'intervista con Cindy Nemser per Women's Art Journal (1970), afferma: "L'eccellenza non ha sesso".

## Analisi visiva e critica
Il lavoro della Hesse spesso mostra una minima manipolazione fisica di un materiale mentre contemporaneamente trasforma completamente il significato che trasmette. Questa semplicità e complessità ha suscitato polemiche tra gli storici dell'arte. Il dibattito ha focalizzato che i pezzi sono da considerare lavori completi e finiti e quali sono studi, schizzi o modelli per i lavori futuri. I disegni della Hesse sono stati osservati come bozze precursori di sculture successive, ma la stessa Hesse ha disconosciuto ogni forte rapporto. Il suo lavoro è spesso descritto come Anti-Form, un termine che descrive la resistenza all'uniformità. Il suo lavoro racchiude elementi di minimalismo nelle sue forme semplici, linee delicate e tavolozza di colori limitata. Barry Schwabsky ha descritto il suo lavoro per il Camden Arts Centre di Londra: "Cose piegate, cose ammucchiate, cose contorte, cose ferite e slegate, cose aggrovigliate, cose smussate a cui connettersi, materiali che hanno un aspetto congelato, materiali che sembrano persi o scartati o maltrattati, forme che sembrano essere state fatte di carne e forme, che sembrano essere fatte di carne ma non avrebbero dovuto - puoi guardare queste cose, questi materiali, queste forme e sentire il brivido di una nanosensazione innominabile, oppure puoi far passare il tuo occhio su di loro senza reazione, forse puoi fare entrambe le cose in una volta." Tutto il suo lavoro, e in particolare i suoi disegni, sono basati su ripetizioni e semplici progressioni.

## Conservazione delle opere d'arte
Le sculture di Eva Hesse sono state oggetto di dibattito durante i tentativi di comprendere come preservare i pezzi che si sono deteriorati con il passare del tempo. A parte la fibra di vetro, la maggior parte dei suoi materiali preferiti invecchia male, così molto del suo lavoro presenta ai conservatori di opere d'arte un'enorme sfida. Arthur Danto, che scrive la retrospettiva del 2006 del Museo Ebraico, fa riferimento a "le scoloriture, l'allentamento del lattice tipo membrana, l'invecchiamento palpabile del materiale ... Eppure, in qualche modo il lavoro non sembra tragico, ma è pieno di vita, di eros, anche di commedia... Ogni pezzo della mostra vibra di originalità e malizia."
In alcuni casi, il suo lavoro è danneggiato oltre la presentazione. Ad esempio, Sans III non può più essere esposto al pubblico perché le scatole in lattice si sono incurvate su se stesse e sbriciolate. Il caro amico della Hesse, Sol LeWitt sosteneva i passaggi per una conservazione attiva: "Lei voleva che il suo lavoro durasse... Di certo non aveva l'attitudine di starsene tranquillamente seduta e lasciare che si disintegrasse davanti ai suoi occhi". La risposta di LeWitt è supportata da molti altri amici e colleghi di Hesse. Tuttavia, la dedizione della Hesse al materiale e al processo contraddice la sua intenzione che questi lavori raggiungessero la durata. Una volta in cui discusse di questo argomento con i collezionisti scrisse: "A questo punto mi sento un po' in colpa quando la gente vuole comprarlo, penso che lo sappiano, ma voglio scrivere loro una lettera e dire che non durerà. Non sono sicura di quale sarà veramente la mia durata. Parte di me ritiene che sia superfluo e se ho bisogno di usare la gomma è perché è più importante. La vita non dura, l'arte non dura ".

## Eredità
La sua arte è spesso vista nel contesto delle molte lotte della sua vita. Questo include la fuga dai nazisti, il divorzio dei suoi genitori, il suicidio di sua madre quando aveva 10 anni, il suo matrimonio fallito e la morte di suo padre. Un documentario del 2016 intitolato Eva Hesse, presentato in anteprima a New York, illustra il suo doloroso passato. Diretto da Marcie Begleiter, il film racconta la storia della "vita tragicamente accorciata" della Hesse. "Si concentra su quegli anni di emergenze artistiche, un periodo di rapido sviluppo e produttività furiosa, con pochi paralleli nella storia dell'arte".
Mentre le esperienze senza dubbio hanno avuto impressioni profonde sulla Hesse, il vero impatto della sua opera d'arte è stata la sua invenzione formale e artistica. Ad esempio, i suoi usi inventivi del materiale, la sua risposta contemporanea al movimento minimalista e la sua capacità di inaugurare i movimenti artistici postmoderni e postminimalisti. Arthur Dano collega i due descrivendola come "lottare con il caos emotivo reinventando la scultura attraverso l'insubordinazione estetica, giocando con materiale senza valore tra le rovine industriali di una nazione sconfitta che, solo due decenni prima, l'avrebbe uccisa senza pensarci un secondo."
La Hesse fu tra i primi artisti degli anni '60 a sperimentare con i contorni fluidi del mondo organico della natura, nonché i più semplici gesti artistici. Alcuni osservatori vedono in queste qualità riferimenti latenti e proto-femministi al corpo femminile; altri trovano nelle forme languide di Hesse espressioni di arguzia, fantasia e un senso di invenzione spontanea con materiali trovati casualmente o "quotidiani". Un artista importante che l'ha vista come un'influenza primaria è il giapponese Eiji Sumi.

## Mostre
Nel 1961, i dipinti a guazzo della Hesse furono esposti alla 21ª Biennale Internazionale di Acquarelli del Museo di Brooklyn. Contemporaneamente mostrò i suoi disegni nella mostra della John Heller Gallery Drawings: Three Young Americans. Nell'agosto del 1962 lei e Tom Doyle parteciparono ad un Allan Kaprow Happening alla Art Students League di New York a Woodstock, New York. Nel 1963 la Hesse tenne una mostra personale di opere su carta presso la Allan Stone Gallery nell'Upper East Side di New York. La sua prima mostra personale di scultura fu presentata al Kunstverein für die Rheinlande und Westfalen, Düsseldorf, nel 1965. Nel novembre 1968 espose le sue sculture di grandi dimensioni alla Fischbach Gallery di New York. La mostra era intitolata Chain Polymers ed è stata la sua unica mostra personale di scultura durante la sua vita negli Stati Uniti. La mostra fu fondamentale nella carriera della Hesse, assicurando la sua reputazione al'epoca. Il suo grande pezzo Expanded Expansion fu esposto al Whitney Museum nella mostra "Anti-Illusion: Process/Materials" del 1969.
Ci sono state dozzine di importanti mostre postume negli Stati Uniti e in Europa. Uno delle prime fu al Guggenheim Museum (1972), mentre nel 1979 si tenevano tre diverse iterazioni di una retrospettiva su Eva Hesse, intitolata Eva Hesse: Sculpture. Queste mostre hanno avuto luogo presso la Whitechapel Art Gallery di Londra dal 4 maggio al 17 giugno 1979, al Museo Kröller-Müller a Otterlo dal 30 giugno al 5 agosto 1979 e al Kestner-Gesellschaft di Hannover dal 17 agosto al 23 settembre 1979. Una delle opere esposte nella mostra era Aught, quattro fogli di lattice ripieni di polietilene. Nel 1992 e nel 1993 sono state organizzate mostre retrospettive a New Haven, Valencia e Parigi.
Nel XXI secolo ci sono state mostre nel 2002 (organizzate congiuntamente tra il Museo di Arte Moderna di San Francisco, la Tate Modern e il Museum Wiesbaden The Drawing Center di New York (2006) e il Jewish Museum di New York (2006). In Europa la Hesse ha avuto una mostra postuma nel 2010 presso la Fundació Antoni Tàpies di Barcellona. Ci fu una mostra da agosto ad ottobre 2009 alla Fruitmarket Gallery di Edimburgo.

## Collezioni
Oltre 20 delle sue opere sono presenti nel Museum of Modern Art, a New York. La più grande collezione dei lavori della Hesse al di fuori degli Stati Uniti si trova nel Museum Wiesbaden, che iniziò ad acquisire attivamente le sue opere dopo la mostra del 1990 "Artisti femminili del XX secolo".

## Lavori scelti
- Untitled. 1963-64. Olio su tela. 59 × 39 1/4 in. The Jewish Museum (Manhattan).[56]
- Contingent. 1969. Garza, lattice, in fibra di vetro. 8 unità, dimensioni variabili. National Gallery of Australia, Canberra.[57]
- No Title. 1969-70. Lattice, corda, spago e cavi. Dimensioni variabili. Whitney Museum of American Art.[58]